# Princess Catgirl
| Críticas profissionais | Críticas profissionais |
| Avaliações da crítica  | Avaliações da crítica  |
| Fonte                  | Avaliação              |
| ---------------------- | ---------------------- |
| Pitchfork              | 6.8/10                 |

Princess Catgirl é o segundo álbum de estúdio do músico eletrônico norueguês Cashmere Cat. Foi lançado em 20 de setembro de 2019 pela Interscope, sucedendo seu álbum de estreia de sucesso comercial 9.

## Contexto
Cashmere Cat comentou que o álbum depende menos de vocalistas convidados creditados e mais de si mesmo como músico. Em entrevistas, ele citou a Princess Catgirl como uma persona e o rosto público de sua música. "Ela é muito fofa e poderosa. Eu sempre fui tímido — desde o começo da minha carreira como artista eu escondia o rosto, não queria fazer entrevistas, escondia-me atrás de outros artistas. Eu acho que você poderia dizer que eu estava com medo. Então eu criei a Princess Catgirl para ser a face da minha música. Ela me transmite segurança".